# Dominat
Der Dominat (von lateinisch dominātus, -ūs  „Herrschaft“, abgeleitet von dominus „Herr“) war eine besonders in der älteren althistorischen Forschung übliche Bezeichnung für den spätantiken Abschnitt der römischen Geschichte zwischen Diokletian und Justinian (oder Herakleios), also in etwa den Zeitraum vom 4. bis 6. Jahrhundert n. Chr. In der aktuellen Forschung wird der Begriff als unzutreffend abgelehnt.
Der Begriff wurde von Theodor Mommsen geprägt, der damit einen von ihm empfundenen Gegensatz zwischen der späten Kaiserzeit einerseits und der frühen und hohen Kaiserzeit (dem so genannten Prinzipat) andererseits verdeutlichen wollte. Der Begriff zielte dabei vor allem auf Entwicklungen in der Verfassung des Imperiums ab, durch die sich (so Mommsen) der römische Kaiser vom princeps, dem ersten Bürger des Staates, zu seinem „Herrn“ (dominus, auch: dominus et deus) entwickelt habe, womit einhergehend sich die äußerlich noch republikanische Verfassung des Reichs immer mehr in einen „orientalischen Zwangsstaat“ verwandelt habe. Daran habe grundsätzlich auch Konstantins Annahme des Christentums und die nachfolgende Entwicklung nichts geändert.
Diese Vorstellungen sind durch neuere Forschungen weitgehend relativiert beziehungsweise revidiert worden. Zum Beispiel taucht die Anrede dominus bereits wesentlich früher auf, etwa unter Kaiser Domitian (81–96 n. Chr.). Vor allem aber hat sich die Annahme, dass das spätrömische Reich ein „Zwangsstaat“ gewesen sei, inzwischen als grob vereinfachend, wenn nicht sogar als falsch erwiesen: Zwar erhob die kaiserliche Verwaltung nun in der Tat den Anspruch, stärker in das Leben der Untertanen einzugreifen, doch in der Realität waren ihre Möglichkeiten sehr begrenzt. Mommsen blendete zudem aus, dass der spätantike Herrscher genauso wie der Princeps dem Gesetz unterworfen war, das er auch achtete.
In der neueren Forschung wird kritisiert, dass die ältere Forschung sich zu sehr auf formale Aspekte konzentrierte und die faktische Umsetzung der Herrschaftsordnung und deren Auswirkungen, die in den Quellen fassbar ist, zu wenig beachtete. In keinem neueren historischen Handbuch wird die Zwangsstaatthese, die bis in die 1970er Jahre recht verbreitet war, noch vertreten. Mommsens einflussreiche, jedoch zeitgebundene Beurteilung des spätrömischen Reiches wird mittlerweile abgelehnt. Alexander Demandt urteilte, dass der „sogenannte antike Zwangsstaat (…) ein Wahngebilde von Forschern“ sei, „die gesetzliche Bestimmungen mit historischen Tatsachen verwechseln“.
Trotz gesetzlicher Beschränkungen waren die reellen, in den Quellen fassbaren Auswirkungen auf die Gesellschaft wohl weniger dramatisch als in der älteren Forschung oft angenommen. So kannte die gesamte Antike „keine individuellen Freiheiten vom Staat, sondern nur Privilegien einzelner Gruppen im Staat“. Es wird in jüngster Zeit zudem auf die in Wahrheit deutlich erhöhte soziale Mobilität innerhalb der Gesellschaft dieser Jahre hingewiesen – nun konnten sogar einfache Bauern wie Justin I. bis zum Kaisertum aufsteigen. Überdies spricht Vieles dafür, dass die spätantiken Herrscher nicht etwa stärker, sondern eher schwächer waren als ihre Vorgänger im 1. bis 3. Jahrhundert. So nahm in der Spätantike der Einfluss des Heeres (siehe magister militum), des Hofes, der Verwaltung und (als neuer Faktor) der Kirche auf den Kaiser zu, zumal einige Kaiser noch in einem sehr jungen Alter auf den Thron gelangten und kaum reale Machtbefugnisse hatten. Dies sollte nach Ansicht vieler Forscher durch die Anrede als dominus und die zeremonielle Überhöhung des Herrschers lediglich kaschiert werden.
Heute bevorzugt man daher für die Periode von 284 bis 565 (bzw. 641) den neutralen Begriff Spätantike oder Spätrömisches Reich. Damit wird allerdings nicht bestritten, dass sich der römische Staat seit Diokletian grundlegend veränderte – aber eben nicht im Sinne Mommsens.
Vergleiche auch Prinzipat (mit den Ausführungen zur Problematik des Begriffs) und Spätantike.